# 主鷹司
主鷹司（しゅようし）は、律令制において兵部省に属した機関。訓はたかつかさ・たかのつかさなど。

## 職掌
主鷹司は放鷹司とも書き、鷹や猟犬を飼育・調教し、鷹狩などの狩猟を取り仕切った。司の中では最も格が低く四等官は長官と主典しか置かれていない。鷹の実際の飼育は品部の鷹戸が行う。
「不殺生」といった仏教思想により、721年、および道鏡政権下の764年から769年までは廃止されて放生司（ほうじょうし）が置かれた。延暦年間には復活したが、人員削減政策の一環として861年からはここの官職は任命されなくなり、実質的に廃止された。鷹の飼育は蔵人所の鷹飼が継承した。

## 職員
- 正（従六位下） 一名
- 令史（少初位下） 一名
- 鷹戸 十七戸
- 使部 六名
- 直丁 一名
- 史生 二名（796年より）